# Codec
Un codec este un program sau o bibliotecă de software, eventual chiar și un aparat hardware corespunzător, care asigură codarea și decodarea unei informații. Cuvântul este un acronim care provine de la codificare/decodificare. Termenul este folosit în general referitor la mediile audio sau video analogice, care trebuie transformate într-un format digital. Cu această ocazie datele rezultate sunt de obicei și comprimate, de exemplu pentru a accelera transmiterea lor prin rețeaua de telefonie mobilă sau prin Internet.
Prin extensie se numesc tot "codec" și unele programe care transformă informația deja digitalizată dintr-un format în altul (= "transcodare").

## Tipuri de codecuri
În funcție de natura informației care trebuie codificată:
- codecuri video, de exemplu MPEG-4, DivX, H.264, XviD, Cinepak, Indeo, HuffYUV
- codecuri audio, inclusiv codecuri pentru digitalizarea vocii, ca de exemplu MP3, Speex, RealAudio, G.711.

Dacă se codifică (se digitalizează) un film sau un clip video, codecurile utilizate pot produce mai multe coloane de video (de ex. coloana principală și cea pentru subtitluri), precum și mai multe coloane de sunet (de ex. 2 coloane în sistemul stereo), în cele mai diverse formate digitale. La rândul lor, toate aceste coloane pot fi combinate într-o singură "coloană" într-un așa-numit "format container" al fișierului unic rezultant, de exemplu în formatul AVI ș.a.
În funcție de natura procedeului (algoritmului) de codificare/comprimare:
- Codarea cu pierdere de informație se folosește pentru a reduce cantitatea de date obținută, eventual pe seama calității. Intenția este de a elimina numai informațiile pe care omul obișnuit nu le percepe (de exemplu detaliile ultrafine ale unei imagini sau ale unei interpretări muzicale). Pe măsură ce se dorește obținerea unei cantități din ce în ce mai mici a materialului codat, pierderea de informație poate deveni totuși vizibilă/auzibilă și chiar deranjantă (de exemplu într-o imagine digitală forte redusă, cerul cu nori poate fi inlocuit pur și simplu printr-o pată albastră uniformă).
- Există și metode (algoritmi) de codificare și comprimare fără pierdere de informație, deci fără pierdere de calitate vizuală sau auditivă. De obicei însă acestea sunt complexe și necesită mai mult timp pentru codare. Comprimarea obținută este și ea mai modestă.